# Ai no mama ni wagamama ni boku wa kimi dake o kizutsukenai
Ai no mama ni wagamama ni boku wa kimi dake o kizutsukenai (jap. 愛のままにわがままに 僕は君だけを傷つけない) – dwunasty singel japońskiego zespołu B’z, wydany 17 marca 1993 roku. Osiągnął 1 pozycję w rankingu Oricon i pozostał na liście przez 24 tygodni, sprzedał się w nakładzie 2 021 266 egzemplarzy. Singel zdobył status podwójnej płyty Milion oraz nagrodę „Best 5 Single Award” podczas rozdania 8th Japan Gold Disc Award. Został wydany ponownie 26 marca 2003 roku. 
Utwór tytułowy został wykorzystany jako piosenka przewodnia w TV dramie Saiyūki (jap. 西遊記) stacji NTV.

## Lista utworów
| Nr | Tytuł | Czas |
| -- | --- | ---- |
| 1. | „Ai no mama ni wagamama ni boku wa kimi dake o kizutsukenai” (jap. 愛のままにわがままに 僕は君だけを傷つけない) | 4:50 |
| 2. | „JOY” | 3:47 |

## Muzycy
- Tak Matsumoto: gitara, kompozycja i aranżacja utworów
- Kōshi Inaba: wokal, teksty utworów
- Masao Akashi: bas, aranżacja
- Ikkō Tanaka: perkusja
- Yūichi Ikusawa: chórek (#1)
- Maki Ōguro: chórek
- Kōji Yamamoto: saksofon (#1)
- Tsuru Sawano: trąbka (#1)
- Yasushi Gotanda: trąbka (#1)
- Hiroyuki Nomura: puzon (#1)
- HIIRO Strings: instrumenty smyczkowe
- B+U+M

## Notowania
| Lista                                  | Pozycja |
| -------------------------------------- | ------- |
| Oricon Weekly Singles Chart            | 1       |
| Oricon Monthly Singles Chart           | 1       |
| Oricon Yearly Singles Chart (rok 1993) | 2       |